# 新口岸／科英布拉街 (巴士總站)
新口岸／科英布拉街（葡萄牙語：NAPE / Rua de Coimbra）位於澳門新口岸新填海區科英布拉街的一個終點站，因鄰近皇朝廣場，而又俗稱皇朝總站或皇朝廣場總站，新福利1A、17S、39路線以該站為終點站。

## 歷史
- 1996年9月26日，本站啟用，1A以本站為總站。

- 2009年8月11日，因路面工程關係，本站所在的科英布拉街成為無出口道路，而本站亦曾暫時使用。交通事務局在工程期間設立臨時終點站，位於倫斯泰特大馬路，現已回復原來位置。[1]

- 2020年4月18日起，因亞馬喇前地第一期土建工程完工，39路線總站遷移到本站。

- 2020年11月30日起，17S路線開設，以本站為總站。[2]

## 設施
- 新福利站長更亭。

## 終點站路線資料
| 新福利 | 1A  | 新口岸／科英布拉街 | 筷子基街              | - 高美士（利澳、理工大學、大賽車博物館、馬六甲街停車場） - 黑沙環（水塘、望信樓、望善樓、龍園） - 蓮峰廟 - 青洲大馬路（北區警司處、嘉應花園） |                                                          |
| 新福利 | 17S | 新口岸／科英布拉街 | 關閘 關閘東側上落客區 | - 皇朝（宋玉生廣場） - 澳門金沙 - 友誼大馬路（海立方） - 黑沙環（水塘、南澳、建華、衛生中心）                                                 | 17路線特班車 星期一至六尖峰時段服務 星期日及公眾假期停駛 |
| 新福利 | 39  | 新口岸／科英布拉街 | ↺ 湖畔大廈            | - 永利澳門 - 亞馬喇前地 - 史伯泰（麗景灣酒店） - 氹仔市區（中央公園、泉裕）                                                                   |                                                          |

## 鄰近公共運輸站
M250 新口岸／柏嘉街（NAPE / Rua Cidade de Barga）
路線：1A、17S、23、50、N1A、N2
M251 捐血中心（Centro Transfusões Sangue）
路線：3A、5X、8、10A、12、23、50、MT5
M253 宋玉生廣場／建興龍（Al. Dr. C. d'Assumpção / Kin Heng Long）
路線：1A、23、50、N1A
M258 宋玉生廣場／東南亞（Al. Dr. C. d'Assumpção / Tong Nam Ah）
路線：3AX、17、17S、60
M260 城市日大馬路／永利（Av. 24 de Junho / Wynn）
路線：65
M262 城市日大馬路／波爾圖街（Av. 24 de Junho / R. do Porto）
路線：3A、8、12、23、39、60、65、MT5
M268 城市日前地（Praceta 24 de Junho）
路線：7、50、50B、60、MT1、MT2、N1A、N2

## 外部連結
- 新福利官方網站 （繁體中文） （页面存档备份，存于）